# مسار إيزو للدراجات الجبلية
دورة مسار إزو للدراجات الجبلية Izu MTB Course ، هو منشأة رياضية لمسابقات الدراجات الجبلية في إزو (شيزوكا) ، اليابان . الموقع الذي سوف يستضيف فعاليات مسابقات ركوب الدراجات الجبلية في دورة الألعاب الأولمبية الصيفية لعام 2020 .
افتتح مسار إيزو للدراجات الجبلية في عام 2010 ، ويبلغ طوله 4100 متر وله اختلافات ارتفاع تصل إلى 150 مترًا. يقدم مسارات للمبتدئين والمتقدمين. الموقع يطل على جبل فوجي . كما أقيمت البطولة اليابانية للدراجات الجبلية 2013 و 2014 فيه ، من المقرر إجراء سباق لاختبار الطريق في أكتوبر 2019.

## روابط خارجية
- دورة Izu Mountainbike في 2020games.metro.tokyo.jp (الإنجليزية)